# Ahhijava
Ahhijava (hettita Aḫḫiyawa) királysága a hettita dokumentumokban előforduló országnév. Feltűnő rokonságban van az akháj népnévvel és az egyik görög földrajzi és geopolitikai névvel, Akhaia térséggel. Lokalizálása mégis vitatott, egyes vélemények szerint Iónia (Nyugat-Anatólia) állama, mások szerint a görög szárazföldet, talán éppenséggel Akhaia területét jelenti.

## Lokalizálása
A hettita dokumentumokban nyugati, néha tengeren túli területként szerepel. Egy listán, amelyiken a hettita uralkodókkal egyenrangú nagyhatalmakat soroltak fel, Ahhijava királya is szerepel nagy király titulussal. Igaz, végül kihúzták róla. A történetéről annyi derül ki, hogy Apaszasz (a későbbi Epheszosz) elpusztítása után a Millavanda (később Milétosz) feletti főhatalmat átvette, vagyis Millavanda egyfajta akháj exklávé volt Anatóliában. Ismert egy királyának neve, Atriyaš (vagy Attar(a)ššiyaš), akit Mükéné egyik uralkodójával, Atreusszal (Agamemnón apja) azonosítanak. Ez az azonosítás azonban ellentmondásos, ha Atreusz és Attariššiyaš azonosak, akkor a mükénéi kronológia nagyjából egy évszázaddal módosítandó. Hasonló közvetett adat a mükénéi kronológiát illetően az ahhijavai király és Szeha uralkodójának szövetsége, amelyben Vilusza ellen vezettek hadjáratot.
Az adatok egyenként vitathatóak és néha ellentmondásosak, de összességében elég meggyőzően utalnak arra, hogy Ahhijava azonos a mükénéi királysággal, amelyik hadat vezetett Trója ellen, állandó veszélyt jelentett a Hettita Birodalomra és szövetségeseire nézve, és amelynek uralkodóháza kiterjedt rokoni kapcsolatban állt szinte minden korai görög királyság uralkodóházával. Orkhomenosz, Argosz, Élisz, Milétosz és Lükia is ide tartozik. A legendák szerint Agamemnón halála után Mükénében súlyos belső válság alakult ki, azt pedig tudjuk, hogy Ahhijava nagy vereséget szenvedett III. Tudhalijasz hettita királytól nem sokkal a viluszai kaland után, az i. e. 13. század legvégén vagy az i. e. 12. század elején.

## Története
Az eddig ismert legrégebbi szöveg, amelyben az Ahhijava név olvasható, I. Arnuvandasz idején keletkezett, vagyis valamikor az i. e. 14. század első felében. Ebben elődje, I. Tudhalijasz alatti eseményekről – arzavai hadjárat – is beszámol, azaz a század legelejéről. Itt említik először Asszuva és Ijalanda államokat is. A dokumentum szerint Tudhalijasz segítséget nyújtott Attarisszijasznak, aki így jelentős területekre tette rá a kezét Nyugat-Anatóliában, többek közt Millavanda is a hatalmába került. A Tudhalijasz-kard egyesek szerint már önmagában is hettita–égeikumi érintkezésre utal. Maga Arnuvandasz ismét hadakozott Arzava ellen, szintén ahhijavai segítséggel és legyőzte Kupanta-Kuruntasz arzavai királyt.
Innentől hosszabb szünet van, Ahhijaváról jó néhány évtizedig nem hallani. Ebben szerepet kap a Tudhalijasz halála utáni bizonytalan belső helyzetű Hatti (írásos emlékek hiánya) épp úgy, mint az a körülmény, hogy I. Szuppiluliumasz inkább északon és délen hadakozott, nyugaton az első uralkodási éveit leszámítva viszonylag nyugodt körülmények lehettek. Ahhijavát sem az arzavai hadjárat alkalmával nem említik, sem Mira és Kuvalijasz királyának, Maszkhuiluvának Muvattival kötött házassága idején nem kerül szóba. Pedig Maszkhuiluva egy arzavai támadás miatt menekült Hattuszaszba. Úgy tűnik, Ahhijava barátságos viszonyban volt Hattival Szuppiluliumasz uralkodásának elején, később viszont a millavandai lázadást segítette.
II. Murszilisz nagy hadjáratot vezetett i. e. 1300 körül Millavanda ellen, mivel Uhhaciti menekülteket fogadott be és kiadásukat megtagadta. Ekkor Ahhijava ismét Millavandát segítette. Ennek ellenére Millavandát, az Égei-tenger kapuját Murszilisz elfoglalta és lerombolta. Ugyanígy járt Apaszasz (Epheszosz) is. Murszilisz ellenségei Ahhijavába menekültek és az akháj király nem adta ki őket. Ezzel viszont jó néhány évre megszűnt Ahhijava nyugat-anatóliai tevékenysége. Murszilisz uralkodásának vége felé ismét békésebb viszony állt fenn, ahhijavai és lazpai (leszboszi) gyógyítók próbálták az öreg Murszilisz betegségeit kezelni.
Az ahhijavai királyok nyilvánvalóan támogatták a nyugat-anatóliai lázadókat és kalózokat, akiknek vezetője Pijamaradu volt. Ez csak III. Hattuszilisz idején változott. Hattuszilisz ugyanis elismerte, hogy Ahhijava királya egyenlő rangú Hatti királyával. Ettől kezdve Ahhijava nem támogatta a Hatti ellen lázadókat. Addig azonban II. Muvatallisz nyugaton sokat hadakozott Pijamaraduval. Ebben a zavaros helyzetben vált központi kérdéssé Vilusza birtoklása, mivel Lazpa (Leszbosz) szigete Szeha fennhatósága alá tartozott, de a szigetről származó Pijamaradu hatására kiszakadt Manapa-Tarhuntasz fennhatóságából. Vilusza viszont „útban” volt, könnyen oldalba kaphatta volna Szehát, amikor nyugaton háborúzott, ezért Szeha először Viluszát akarta legyőzni. A végkifejlet nem ismert, de Vilusza ekkor valószínűleg megszűnt létezni, és sokan ezt tartják a trójai háború történeti alapjának. Mások abban látják a párhuzamot, amikor Lukka királya, Tavagalavasz kezdett hódításokba, aki az ahhijavai király testvére volt.
III. Tudhalijasz azonban – aki más téren is megfontolatlannak és gőgösnek mutatkozott (lásd nihrijai csata) – megváltoztatta az erőviszonyokat: az ellenségei közé sorolta és kihúzatta Ahhijava királyát az egyenrangú királyok listájáról. Emögött valószínűleg az a politikai szándék állt, hogy Asszíriát elszigetelje Ahhijavától. Az embargó azonban visszafelé sült el: I. Tukulti-Ninurta a Babilonból elrabolt templomi kincseket szétosztogatta az akháj királyságok között, bizonyíthatóan a Marduk-templomból származó lapis lazuli még Thébaiban is előkerült. A cél tehát nem valósult meg, miközben az asszír és görög kereskedőhajók elmaradtak Anatólia kikötőiből, így Hatti számára összesen Ugarit és Egyiptom maradt élelmiszerszállítónak.
Ahhijava a hettita források eltűnésével eltűnik a történelemből is, más nyelvű írott dokumentumok nem utalnak a királyságra ezen a néven. Helyette viszont feltűnnek az egyiptomi feliratokon jḫjwš.w vagy jqjwš.w néven említett akaiwasák és a valószínűleg velük azonos wšš.w (wasasák) a tengeri népek között. A tengeri koalíció igen hasonlít a korábbi hettita forrásokban szereplő nyugat-anatóliai szövetségekhez, a népeket többnyire anatóliai eredetű népekkel lehet azonosítani.